# Détaché (instrument à vent)
Pour les articles homonymes, voir détaché (homonymie).

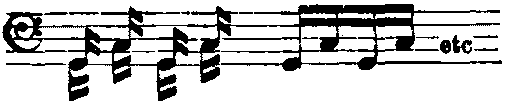
Double détaché de timbales, appelé ainsi parce que les timbales étaient associées aux trompettes et empruntaient les termes de leurs rythmes à ceux du détaché.

Le détaché (en anglais : single tonguing) est une technique utilisée par les instrumentistes à vent pour énoncer les notes à l'aide de la langue entrant en contact avec le palais ou l'anche ou l'embouchure. La prononciation de la syllabe "tu" (en anglais : tee), avec plus ou moins de douceur selon l'attaque recherchée, est réalisée par le musicien afin que la langue frappe l'anche ou le palais, provoquant une légère brèche dans le flux d'air qui traverse l'instrument. Si l'on souhaite un son plus doux, on préfère la syllabe "da" (comme dans double). Cette technique fonctionne également pour le sifflement humain. Le détaché fait également référence à l'articulation, c'est-à-dire à la façon dont le musicien commence la note (percussif, piquée ou staccato, legato, louré, attaque par le souffle...) et à la façon dont la note est relâchée (relâchement par le souffle, relâchement par la langue, etc.). Pour les instrumentistes à vent, on parle généralement de l'articulation en termes de détaché parce que la langue est utilisée pour arrêter et permettre à l'air de circuler dans la bouche. Le terme  "détaché" ne s'applique pas aux instruments autres que les instruments à vent, mais l'articulation s'applique à tous les instruments.
On distinguera :
- le détaché de la première note d'une phrase musicale, qui nécessite au préalable de mettre sous pression la colonne d'air interne (poumons, gorge, cavité buccale) du musicien en bloquant l'émission de la note avec la langue. Le musicien choisira le moment pour libérer le son de cette première note et le caractère musical de cette attaque;
- et le détaché des notes à l'intérieur d'une phrase sous la forme d'articulation.

## Double détaché
Une technique appelée double détaché (en anglais : double-tonguage ou double-articulation) est utilisée lorsque la musique jouée comporte de nombreuses notes rapides qui se succèdent trop vite pour une technique de détaché normal (simple). Dans ce cas, la langue fait un "ta-ka-ta-ka" (en anglais : tee-kee) silencieux,. (Le positionnement réel de la langue varie légèrement selon l'instrument. Les clarinettistes peuvent prononcer "tu-ku" ou "té-ké" (en anglais : too-koo) à la place de la place de "ta-ka" qui est peu adaptée aux instruments à anche simple, mais un bassoniste peut aussi dire "taco", un hautboïste "teu-keu-teu..."). La double articulation permet à la langue d'arrêter le flux d'air deux fois plus vite lorsqu'elle est maîtrisée. Si la musique spécifie une séquence pizzicato, le musicien peut l'exécuter comme une séquence rapide de la note articulée, ainsi : "té-ké-té-ké-té-ké-..." etc., en staccato. Lorsqu'elle commence par "da" ou "ta", la deuxième syllabe est "ga" ou "ka". Le double détaché est plus facile pour les cuivres, et plus difficile pour certains instruments à vent, principalement la clarinette et le saxophone (sur ces instruments, on préfère utiliser les sons en -é ou en -u).

## Triple détaché
Il existe également le "triple détaché", utilisé dans les passages de triolets : "tee-tee-kee-tee-tee-kee", ou plus rarement "tee-kee-tee-kee-tee-kee",.
Une autre méthode a été établie par Earl D. Irons, cette méthode était basée sur une séquence tee-kee-tee kee-tee-kee. Cette méthode du triple détaché est très probablement la plus rapide si elle est faite correctement. La raison en est que le "tee'" et le "kee" ne se répètent jamais. Earl D. Irons est l'auteur de 27 groupes d'exercices, un livre rempli de techniques d'embouchure, de double et de triple détaché.

## Le détaché irrégulier
Le  détaché irrégulier (en anglais : Cross-beat tonguing), utilisé pour les rythmes pointés (Notes inégales : louré ou pointé) : tu-ru, le ru tombant sur la note la plus longue du temps. Tels que :
 -  (=)
tu-ru
Dans la musique baroque, il existe une hiérarchie marquée des articulations et des détachés.

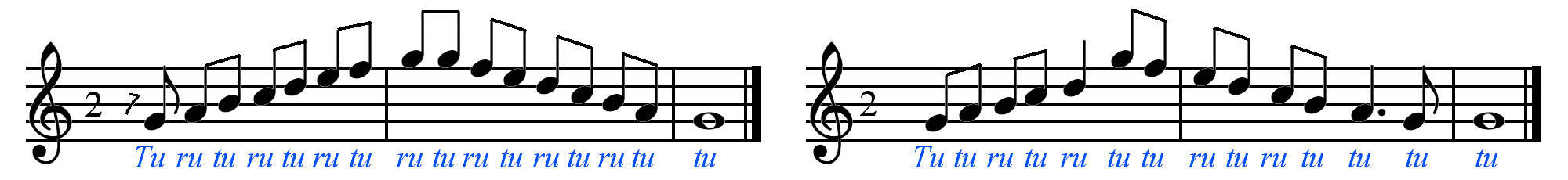
Jacques-Martin Hotteterre, Principes de la flûte traversière, (1707). Inégalités sur les croches. Exemple no 1 : Tu Ru. Exemple no 2 : Tu Tu Ru.

## Détaché et écriture
Le détaché est explicite lorsqu'il est indiquée dans la partition par l'utilisation de marques d'accentuation. L'absence de liaison d'expression est généralement comprise comme signifiant que chaque note doit être jouée séparément. Lorsqu'un groupe de notes est lié par une liaison, le musicien est censé détacher la première note du groupe et ne détacher aucune des autres notes, à moins que ces notes ne comportent des marques d'accent.

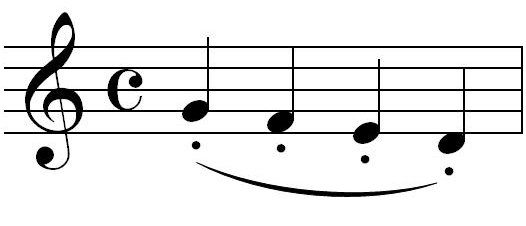
Notes détachées louré dans une liaison de phrasé.

## Cas de la flûte
Il existe différentes façons d'effectuer le détaché avec la flûte. Certains flûtistes utilisent la langue entre les dents, d'autres entre les lèvres comme s'ils crachaient, d'autres encore derrière les dents, dans le palais de la bouche, comme pour les consonnes roulées. Avec cette articulation du palais, le flûtiste pense aux mots dah-dah et pour le double détaché, c'est dah-gah-dah-gah.

## Cas de la clarinette
« Une mauvaise position sur l'anche produira une "consonne d'articulation" empâtée. Une bonne position de la langue produira un détaché clair, net et précis. »

— Florent Héau

## Cas du trombone
Les trombonistes doivent donner un léger coup de langue à de nombreuses liaisons en prononçant "da" ; sinon, le résultat serait un glissando.

## Cas de la cornemuse
Les cornemuses nécessitent des articulations avec les doigts (ornements ou en anglais : graces), car le détaché direct est impossible.